# Maria Kierzkowa
Maria Kierzkowa z domu Kraś (ur. 7 grudnia 1896 w Krakowie, zm. 19 listopada 1964 tamże) – polska aktorka teatralna i filmowa.

## Życiorys
W latach 1935–1937 występowała w Teatrze im. Juliusza Słowackiego w Krakowie. Po zakończeniu II wojny światowej była członkinią zespołu Miejskich Teatrów Dramatycznych, występując głównie w Starym Teatrze im. Heleny Modrzejewskiej, z którym była związana do 1962 roku (w ostatnich latach jako suflerka). W 1955 roku wystąpiła również w jednej audycji Teatru Polskiego Radia.
Była zamężna z Stanisławem Kierzkiem. Została pochowana na cmentarzu Rakowickim w Krakowie.

## Filmografia
- Załoga (1951)
- Gromada (1951)
- Piątka z ulicy Barskiej (1953) - Edwardowa, opiekunka Zbyszka
- Zimowy zmierzch (1956) - Rumszowa
- Miasteczko (1958) - Sobczakowa
- Historia żółtej ciżemki (1961) - żona gospodarza, opiekunka Wawrzka
- Jadą goście jadą... (1962) - matka Rózi (nowela 2)